# 佐藤直之
佐藤 直之（さとう なおゆき、1975年11月19日 - ）は、コナミデジタルエンタテインメント（旧コナミコンピュータエンタテインメントスタジオ）所属のゲームミュージックの作曲家である。血液型はAB型。

## 概要
以前は『実況パワフルプロ野球』シリーズなど、家庭用ゲーム部門の作曲を担当していたが、家庭用『pop'n music 10』にて音楽ゲーム「BEMANIシリーズ」に初参加。以後、猫叉Master（ねこまたマスター）もしくは、猫叉Master+（ - プラス）の名義を使用している（初期の作品では猫又Masterと誤記されることもあった）。パワプロ2010、パワプロ2011の制作では一部関わっている。
由来は、近くにいるだけで野良猫を吸い寄せる力を持つことと、猫好きが高じて「猫叉Master」と命名された。が、本人自身は猫アレルギーであるとブログのプロフィールにコメントしている。
主に民族音楽風の楽曲で「猫叉Master」名義、ハウス、ドラムンベース、フルオンの楽曲に+名義が用いられるが、必ずしもその限りではなく、本人によると、新しいジャンルの音楽に挑戦した際に、＋の名義を用いると述べている。
2007年に行われたライブイベント「THE GITADO LIVE 2007」では、当時ギタドラシリーズでの活動がなかったにもかかわらずパーカッションで参加していた。後に、ギタドラシリーズへも曲を提供している。
2012年から稼働したbeatmania IIDX 20 tricoroでは新たにサウンドディレクターに就任した。
2014年2月15日開催のJAEPO2014にてbeatnation Records加入が発表された。

## 主な楽曲

### BEMANIシリーズ
※特に記述が無い場合は「猫叉Master」名義

#### pop'n music
- 家庭用pop'n music 10
  - BEYOND THE EARTH
- 家庭用pop'n music 11
  - サヨナラ＊ヘヴン
- 家庭用pop'n music 12 いろは
  - 月雪に舞う花のように
- 家庭用pop'n music 13 カーニバル
  - 女王騎士 - 『幻想水滸伝V』楽曲のアレンジ。
- pop'n music 15 ADVENTURE
  - Caring Dance
- pop'n music 16 PARTY♪
  - Echoes
- pop'n music 17 THE MOVIE
  - Infinity Of Our Love - 『エレビッツ カイとゼロの不思議な旅』楽曲。Sanaがボーカルを務めている。
  - Tree in Lake 〜消えたチチカカの木〜
- 家庭用pop'n music portable
  - Greening - 元は家庭用pop'n music 12 いろはのミニゲーム「イマ様の緑化運動」BGM。
- pop'n music 18 せんごく列伝
  - 白夜幻燈
- pop'n music 19 TUNE STREET
  - The Sky of Sadness
  - moffing (猫叉Masterβ2) - 作詞とコーラスを担当。青木春子と松岡洋一がボーカルを務めている。
- pop'n music 20 fantasia
  - REcorrection (猫叉Master feat.常盤ゆう)
  - カラルの月 (猫叉劇団) - 劇団レコードとの合作。
- pop'n music Sunny Park
  - WORLD COLOR (猫叉Master feat.林ももこ) - 林ももこは過去にheidy名義でThe Smile of Youの日本語版の歌唱を担当している。
  - 砂塵カゲロウ
  - Esperanza (猫叉劇団)
- pop'n music ラピストリア
  - TWINKLING (猫叉Master feat.ミミニャミ)
  - Anelis (猫叉Master feat.ATSUMI UEDA)
- pop'n music éclale
  - サケビノミドリ
- pop'n music うさぎと猫と少年の夢
  - The last of world music (BEMANI Sound Team "猫叉Master")
- pop'n music peace
  - 祭ノ痕、君ヲ憶フ。(BEMANI Sound Team "猫叉Master")
  - プロレタリア狂騒歌 (ギリギリメガネ団) - ドラム演奏で参加。
  - biosphere 〜天国の花〜 (BEMANI Sound Team "猫叉Master" feat.藤野マナミ)

#### beatmania IIDX
- 家庭用beatmania IIDX 10th style
  - satellite020712 from "CODED ARMS" - 『CODED ARMS』楽曲のアレンジ。
- 家庭用beatmania IIDX 11 IIDXRED
  - 水上の提督 (Short mix from "幻想水滸伝V") - 『幻想水滸伝V』楽曲のアレンジ。
- 家庭用beatmania IIDX 12 HAPPY SKY
  - Reflection Into the EDEN
- 家庭用beatmania IIDX 13 DistorteD
  - Infinite cave (猫叉Master+)
- beatmania IIDX 14 GOLD
  - The Smile of You (猫叉Master feat. JESSY) - 自身が手がけた『Elebits』楽曲のアレンジ。
  - Chain of pain (家庭用 : kors k VS. 猫叉Master+) - kors kとの合作。
- beatmania IIDX 15 DJ TROOPERS
  - end of world (猫叉Master+)
  - scar in the earth
- beatmania IIDX 16 EMPRESS
  - Queen's Tragedy (猫叉Master+)
  - Bahram Attack -猫叉Master Remix- (猫叉Master feat.JUNE) - L.E.D.アルバム「電人K」より。
  - Kung-fu Empire (飛燕流舞)
  - Tori-no-kimochi (家庭用 : 猫叉Master+)
- beatmania IIDX 17 SIRIUS
  - being torn the sky (猫叉Master+ feat.JUNE)
- beatmania IIDX 18 Resort Anthem
  - おおきなこえで (猫叉Master feat.Sana)
- beatmania IIDX 19 Lincle
  - CALL
- beatmania IIDX 20 tricoro
  - connective (猫叉Master feat.*spiLa*)
  - POINT ZERO (猫叉Master+)
  - portal (猫叉Master+)
  - Proof of the existence (猫叉Master+)
  - Rainbow after snow (猫叉Master feat.林ももこ) - アルバム「Crevice」より、Café de Tran連動曲
  - Welcome to tricoro system
- beatmania IIDX 21 SPADA
  - Element of SPADA (猫叉Master feat. 霜月はるか)
  - Funny Shuffle (猫叉Master+)
  - DARK LEGACY (BaSTeT)
  - INSOMNIA (ジャカルタファンクブラザーズ) - DJ TOTTOとの合作
  - 煉獄のエルフェリア (猫叉Master+)
- beatmania IIDX 22 PENDUAL
  - AFRO KNUCKLE (猫叉Master+)
  - FANTASTIC THREE (ジャカルタファンクブラザーズ)
  - chrono diver -fragment- (猫叉Master feat.三澤秋)
  - Symmetry
  - Despair of ELFERIA
  - fallen leaves -IIDX edition-
  - Chrono Diver -PENDULUMs- (猫叉L.E.D.Master+) - L.E.D.との合作
  - PENDUAL TALISMAN (猫叉L.E.D.Master) - L.E.D.との合作、PENDUALのシステムBGM
- beatmania IIDX 23 copula
  - Nightmare before oversleep
  - chaos eater -IIDX edition- (猫叉Master+)
  - Godspeed (dj TAKA xxx 猫叉Master xxx L.E.D.) - dj TAKA、L.E.D.との合作
- beatmania IIDX 24 SINOBUZ
  - AsiaN distractive (猫叉劇団)
  - イザナミノナゲキ
  - crew -original mix- (beatnation Records feat. 星野奏子) beatnation 10周年記念のメモリアルソング。
  - 刃図羅 (猫叉Master vs HuΣeR)     -HuΣeRとの合作。ONE MORE EXTRA STAGE専用曲。
- beatmania IIDX 25 CANNON BALLERS
  - COSMIC☆WONDER☆REVOLUTION (猫叉Master+)
- beatmania IIDX 26 Rootage
  - ミストレス・アンに花束を　(soejima takuma feat.BEMANI Sound Team "猫叉Master")
  - Painful Fate (BEMANI Sound Team "猫叉Master")
- beatmania IIDX 30 RESIDENT
  - Shadow World (BEMANI Sound Team "Hu∑eR✕猫叉Master" feat.Emi Evans)
- beatmania IIDX 31 EPOLIS
  - Resonant (BEMANI Sound Team "猫叉Master" & かめりあ) - かめりあとの合作

#### GuitarFreaks&DrumMania
- GuitarFreaksV6 & DrumManiaV6 BLAZING!!!!
  - Driven Shooter (猫叉Master+)
- GuitarFreaksXG & DrumManiaXG
  - Crack (猫叉Master+)
- GITADORA
  - Fat snail (NECOMATA MODIFY SALVATION feat.シシドヒナタ)
  - 猫侍の逆襲
- GITADORA OverDrive
  - 相反オポチュニティー (NECOMATA MODIFY SALVATION feat.シシドヒナタ)

#### jubeat
- jubeat ripples
  - Good-bye Chalon (猫叉Master+)
- jubeat knit
  - Far east nightbird
- jubeat saucer
  - squall (猫叉Master+)
  - Rainbow after snow (猫叉Master feat.林ももこ) - アルバム「Crevice」よりCafé de Tran連動曲
- jubeat saucer fulfill
  - encounter (猫叉Master+)
  - Scars of FAUNA - AOU主催の音楽ゲームイベント「天下一音ゲ祭 全国一斉認定大会[1]」ブロック決勝大会用課題曲。KONAMI代表として、『maimai ORANGE』（セガ）、『グルーヴコースター EX』（タイトー）、『太鼓の達人 キミドリVer.』（バンダイナムコゲームス）にも同時収録。
- jubeat festo
  - 星の小舟 (BEMANI Sound Team "猫叉劇団")
- jubeat beyond the Ave.
  - pray nightly (BEMANI Sound Team "猫叉Master")

#### REFLEC BEAT
- REFLEC BEAT
  - Silence
  - not eternity - アルバム「さよなら世界」より。
- REFLEC BEAT limelight
  - Last Hometown
  - FRONTIER GATE (佐藤直之) - FRONTIER GATEのオープニング曲。
- REFLEC BEAT colette
  - Clumsy thoughts (猫叉Master feat.*spiLa*)
  - REcollect (猫叉Master feat.常盤ゆう) - アルバム「Crevice」より。
  - Following Flow
  - Flying soda (猫叉Master feat.林ももこ)
  - 祟竜ヤマタノオロチのテーマ (Vivian vs 猫叉Master) -モンスター列伝オレカバトルのBGM
  - fallen leaves
- REFLEC BEAT groovin'!!
  - アヴァロンの丘
  - envidia (猫叉劇団)
- REFLEC BEAT groovin'!! Upper
  - Time Again
- REFLEC BEAT VOLZZA
  - Journey
- REFLEC BEAT 悠久のリフレシア
  - 彷徨オルフェウス (劇団レコードfeat.猫叉Master)
  - 黒紅掬い (猫叉Master feat. 霜月はるか)
  - Deadman falling

#### Dance Dance Revolution
- Dance Dance Revolution X3 VS 2ndMIX
  - Tribe
- Dance Dance Revolution (2013)
  - nightbird lost wing (猫叉Master+)
- Dance Dance Revolution (2014)
  - chaos eater (猫叉Master+)
- Dance Dance Revolution A
  - Dancer in the flare

#### BeatStream
- Beatstream アニムトライヴ
  - Lost Wing at.0 (猫叉Master+)

#### ノスタルジア
- ノスタルジア
  - Fly far bounce
  - 飽和世界
- ノスタルジア Op.2
  - 風の丘の東 (BEMANI Sound Team "猫叉Master")
- ノスタルジア Op.3
  - Audite Nostalgia (BEMANI Sound Team "猫叉Virtuoso")
  - Corridor of Reminiscence (BEMANI Sound Team "猫叉Virtuoso × Sacha")

### DANCERUSH STARDOM
- DANCERUSH STARDOM
  - Shuffle cats (BEMANI Sound Team "猫叉Master")

#### イベント楽曲
- GAIA (猫叉L.E.D.Master+) - L.E.D.との合作、「私立BEMANI学園」連動曲、GITADORAのみ「GAIA -GITADORA EDITION-」
- デッドボヲルdeホームラン (猫叉Masterβ2) - 「熱闘！BEMANIスタジアム」連動曲
- Cleopatrysm (ピラミッ℃) - Sota Fujimori、96、ショッチョー、Akhuta、かめりあとの合作 - 「発見！よみがえったBEMANI遺跡」連動曲
- 千年ノ理 - アルバム『BEMANI×東方Project Ultimate MasterPieces』収録曲、原曲は『東方永夜抄 〜 Imperishable Night.』の「千年幻想郷 〜 History of the Moon」
- 夏色DIARY (猫叉王子) - 肥塚良彦との合作 - 「BEMANI SUMMER DIARY」
- crew (beatnation Records feat.星野奏子) -「EDP×beatnation summit 2017 -beatnation 10th Anniversary-」 テーマ曲。作曲と編曲を担当。
- Sleepless days (猫叉Master feat.Mayumi Morinaga) - 「 鍵龍討滅戦 四色共同戦線 」連動曲。『クイズマジックアカデミー THE WORLD EVOLVE』のテーマ曲
- Life is beautiful (BEMANI Sound Team "猫叉Master") - 「BEMANI SUMMER GREETINGS」連動曲
- Afterimage d'automne (BEMANI Sound Team "猫叉劇団") - 劇団レコードとの合作、「いちかのBEMANI投票選抜戦2019」連動曲
- Aftermath (BEMANI Sound Team "猫叉Master & あさき & Yvya") - あさき、Yvyaとの合作、「BEMANI 2021真夏の歌合戦 5番勝負」TEAM BLUE ボーナストラック
- suspicions (BEMANI Sound Team "猫叉Master VS dj TAKA") - 「BEMANI PRO LEAGUE -SEASON 3- Triple Tribe」連動曲

### BEMANI以外
- NBA POWER DUNKERS 5
- Twelve〜戦国封神伝〜
- CODED ARMS
- Elebits
- パワプロクンポケット2、パワプロクンポケット4、パワプロクンポケット14
- メタルギアソリッド4
- FRONTIER GATE
- Glory Days（掃部関弘毅）-『プロ野球スピリッツ2004』主題歌。歌詞も制作している（但しCD等への収録は行われていない）。また、当ゲームの一部BGMも担当している。
- Little Soldier（米倉千尋） - 『実況パワフルプロ野球8』主題歌で、米倉千尋の15thシングルとして発売された（『パワプロ音楽館3』にも収録）後述の『パワプロ10』より本曲は発売が先であったが、『パワプロ音楽館』が『実況パワフルプロ野球9』、『パワプロ音楽館2』が『パワプロ10』のサウンドトラックだったことから、後発である『パワプロ音楽館3』に収録された。
- Catch Up Dream! (ASACO) - 『実況パワフルプロ野球10』主題歌。上記の「Little Soldier」とは異なりシングル発売はされず、『パワプロ音楽館2』に収録されている。
- fly（空羽亜乃亜,アーンヴァル,ストラーフ,月士華風魔,ココロ・ベルモンド） - オトメディウス エクセレント!OPテーマ。『Miracle☆Sparkle』にSanaボーカルバージョンのフルサイズが収録されている。
- ペンギンの問題X 天空の7戦士  - ゲームでのBGMを担当。
- 祟竜ヤマタノオロチのテーマ - 『モンスター列伝オレカバトル』第3章のBGM、編曲を担当（作曲はVivianこと西木康智）。
- ニセコイ ヨメイリ!? - ゲームでのBGMを担当。
- ルミナスデイズ (ここなつ) - 『ひなビタ♪』 - 作曲と編曲を担当。
- Sleepless days (猫叉Master feat.Mayumi Morinaga) - 『クイズマジックアカデミー THE WORLD EVOLVE』主題歌。作曲と編曲を担当。作詞はPONとの合作。
- RELAY (藤原美慶) - 『パワフルプロ野球 2024-2025』主題歌[2]。

### CD・着うたフル配信楽曲
- Bahram Attack -猫叉Master Remix-（猫叉Master feat.JUNE） - L.E.Dファーストアルバム『電人K』収録。後に『beatmania IIDX 16 EMPRESS』に収録。
- Do It Right -ElecNekoTronika mix- - Sota Fujimori1stアルバム『SYNTHESIZED』収録(但し再発版には未収録)
- bloomin'feeling -world electronica mix- - Ryu☆1stアルバム『starmine』収録
- 手紙 (猫叉Master feat. 永山マキ) - KONAMIコンテンツコンポーザーオムニバスコンピレーションCD『COMPOSERS』収録
- Clione -猫叉Master Remix - kors k1stアルバム 『Ways For Liberation』収録
- To Your Hand - KONAMI♪MUSICフルオリジナル曲。アーティスト名義には表記されていないがボーカルはSana
- 灰色の街 - KONAMI♪MUSICフルオリジナル曲

## アルバム

### 猫叉Master名義

#### Raindrops
2009年2月27日に1stアルバムとして発売。発売初期はコナミスタイルでの通信販売のみだったが、2009年9月16日から一般レコード店での販売も開始された。
収録曲
1. Raindrops#1「Aqua」
2. Smile of Split
3. Beyond The Earth
  - PS2版『pop'n music 10』
4. 月雪に舞う華のように
  - PS2版『pop'n music 12 いろは』

ゲーム版とはタイトル表記が変更されている。
5. Greening
  - PS2版『pop'n music 12 いろは』ミニゲーム「イマ様の緑化運動」BGM
6. Echoes
  - 『pop'n music 16 PARTY♪』
7. The Smile of You
  - 『Elebits』主題歌
8. Infinity of Our Love
  - 『エレビッツ カイとゼロの不思議な旅』英語版主題歌
9. Raindrops#2「Station」
10. Scar in the earth
  - 『beatmania IIDX 15 DJ TROOPERS』
11. 女王騎士
  - 『幻想水滸伝V』アレンジ曲
12. dahaca
  - PS2版『beatmania IIDX 11 IIDX RED』の「水上の提督 (Short mix from "幻想水滸伝V")」のロングバージョン
13. Caring Dance
  - 『pop'n music 15 ADVENTURE』
14. Indigo Bird
  - Sana feat.猫叉Master名義
  - 着うたフル限定配信楽曲
15. Reflection Into the EDEN
  - PS2版『beatmania IIDX 12 HAPPY SKY』
16. サヨナラ・ヘヴン
  - PS2版『pop'n music 11』
17. Raindrops#3「Park」

#### さよなら世界
2011年1月26日に2ndアルバム（猫叉Master+名義を合わせると通算3枚目）として発売。
収録曲
1. signal
2. sora.1
3. not eternity
  - 『REFLEC BEAT』（2011年2月2日オンラインアップデート追加曲）
4. 白夜幻燈
  - 『pop'n Music 18 せんごく列伝』
5. Tree in Lake～消えたチチカカの木～
  - 『pop'n Music 17 THE MOVIE』
6. bloomin' feeling-World Electronica mix-
Ryu☆ 1stアルバム「starmine」のDisc2に収録されたものと同一。
7. abyssal node
8. tori-no-kimochi
  - PS2版『beatmania IIDX 16 EMPRESS + PREMIUM BEST』
9. おおきなこえで
  - 『beatmania IIDX 18 Resort Anthem』
10. Silence
  - 『REFLEC BEAT』
11. 灰色の街
12. The Sky of Sadness
  - 『pop'n Music 19 TUNE STREET』
13. Far east nightbird
  - 『jubeat knit』
14. カゲロウの森
15. 手紙
16. To Your Hand
17. さよなら世界
18. sora.2

#### Crevice
2013年2月27日に3rdアルバム（猫叉Master+名義を合わせると通算4枚目）として発売。
収録曲
1. dawn
2. WORLD COLOR
  - 猫叉Master feat.林ももこ名義
  - 『pop'n music Sunny Park』
3. connective
  - 猫叉Master feat.*spiLa*名義
  - 『beatmania IIDX 20 tricoro』
4. Clumsy thoughts
  - 猫叉Master feat.*spiLa*名義
  - 『REFLEC BEAT colette』
5. Rainbow after snow
  - 猫叉Master feat.林ももこ名義
  - 『beatmania IIDX20 tricoro』『jubeat saucer』（2013年2月27日オンラインアップデート追加曲）
6. REcorrection
  - 猫叉Master feat.常磐ゆう名義
  - 『pop'n music 20 fantasia』
7. REcollect
  - 猫叉Master feat.常磐ゆう名義
  - 『REFLEC BEAT colette』（2013年2月27日オンラインアップデート追加曲）
8. ワタリ草想
  - 猫叉Master feat.永山マキ名義
9. Not Going Anywhere
10. CALL
  - 『beatmania IIDX 19 Lincle』
11. 砂塵カゲロウ
  - 『pop'n music Sunny Park』
12. カラルの月
  - 猫叉劇団名義
  - 『pop'n music 20 fantasia』
13. Last Hometown
  - 『REFLEC BEAT limelight』
14. Flowing into the darkness （英雄の子守歌）
  - 猫叉Master feat.永山マキ名義
15. Unequal

#### follow slowly
2015年3月4日に4thアルバム（猫叉Master+名義を合わせると通算5枚目）として発売。
収録曲
1. boundary line
  - あさきがギターを担当
2. chrono diver -fragment-
  - 猫叉Master feat.三澤秋名義
  - 三澤秋が作詞とボーカルを担当
  - 『beatmania IIDX 22 PENDUAL』
3. Following Flow
4. fallen leaves
5. Flying soda
  - 猫叉Master feat.林ももこ名義
  - 林ももこが作詞とボーカルを担当
  - 『REFLEC BEAT colette』
6. TWINKLING other side edition
  - PONが作詞を担当
  - 林ももこがボーカルを担当
  - 『TWINKLING』の初出は猫叉Master feat.ミミニャミ名義で『pop'n music ラピストリア』
7. slowly
8. 猫侍の逆襲
  - 96がギターを担当
9. envidia
  - 猫叉劇団名義
  - 劇団レコードがギターとマンドリンを担当
  - 『REFLEC BEAT groovin'!!』
10. Esperanza
  - 猫叉劇団名義
  - 劇団レコードがギターとマンドリンとチャランゴを担当
  - 『pop'n music Sunny Park』
11. アヴァロンの丘
  - 『REFLEC BEAT groovin'!!』
12. Symmetry
  - 『beatmania IIDX 22 PENDUAL』
13. Despair of ELFERIA
  - 『beatmania IIDX 22 PENDUAL』
14. Element of SPADA
  - 猫叉Master feat.霜月はるか名義
  - 霜月はるかが作詞とボーカルを担当
  - 『beatmania IIDX 21 SPADA』
15. Scars of FAUNA
  - 『jubeat saucer fulfill』
16. Time again
  - 『REFLEC BEAT groovin'!! Upper』
17. regression
  - あさきがギターを担当

### 猫叉Master+名義

#### Backdrops
2009年9月25日に猫叉Master+名義での1stアルバムとして発売。
収録曲
1. Yasashii Sekai
2. being torn the sky
  - 『beatmania IIDX 17 SIRIUS』
3. Chain of Pain
  - kors k vs 猫叉Master+名義
  - PS2版『beatmania IIDX 14 GOLD』
4. End of World
  - 『beatmania IIDX 15 DJ Troopers』
5. Satellite070207
  - 『CODED ARMS』タイトル曲
  - PS2版『beatmania IIDX 10th style』
6. Good-bye Chalon
  - 『jubeat ripples』
7. Spiral 2005
  - 『ワールドサッカーウイニングイレブン9』
8. existens
  - 『ワールドサッカーウイニングイレブン10』
9. Infinit Cave
  - PS2版『beatmania IIDX 13 Distorted』
10. Driven Shooter
  - 『GuitarFreak/Drummania V6』
11. Crack
  - 『GuitarFreak/Drummania XG』
12. Queens Tragedy
  - 『beatmania IIDX 16 EMPRESS』

ゲーム版とはタイトル表記が変更されている。
13. Bahram Attack
  - 『beatmania IIDX 16 EMPRESS』

L.E.D.アルバム「電人K」のDisc2に収録されたものと同一だが、ミックスダウンが微妙に異なる。
14. Kung-fu Empire
  - 『beatmania IIDX 16 EMPRESS』

ゲーム中では飛燕流舞名義
15. Hikarino mukou

## 関連人物
- 水野達也
- 秋田真典
- 北川保昌
- 広野智章
- 弓島隆子